# Coelosia sapporoensis
Coelosia sapporoensis är en tvåvingeart som beskrevs av Toyohi Okada 1939. Coelosia sapporoensis ingår i släktet Coelosia och familjen svampmyggor. Inga underarter finns listade i Catalogue of Life.